# Канино-Тиманский район
Канино-Тиманский район — административно-территориальная единица в составе Ненецкого национального округа Архангельской области (до 1936 — Северного края) РСФСР, существовавшая в 1929—1959 годах.
Канино-Тиманский район образован 15 июля 1929 года из части Мезенского уезда Архангельской губернии. Центром района стало село Нижняя Пёша. На 1 января 1931 года территория района составляла 53,1 тыс. км², а население — 2 700 человек. Район включал 4 сельсовета и 16 населённых пунктов.
В 1939 году было шесть сельсоветов: Индигский сельский совет (Индига), Малоземельский тундровый совет, Несский сельский совет (Несь). Омский сельский совет (Ома), Пёшский сельский совет, Шойнский сельский совет (Шойна).
К 1940 году площадь района выросла до 63,5 тыс. км², а число сельсоветов выросло до 7.
В 1959 году все районы Ненецкого НО были упразднены, а их территория перешла в прямое окружное подчинение.

## СМИ
Районная газета «Социалистическое Заполярье» издавалась в Нижней Пёше с 1932 по 1959 год..